# 재판의 오심

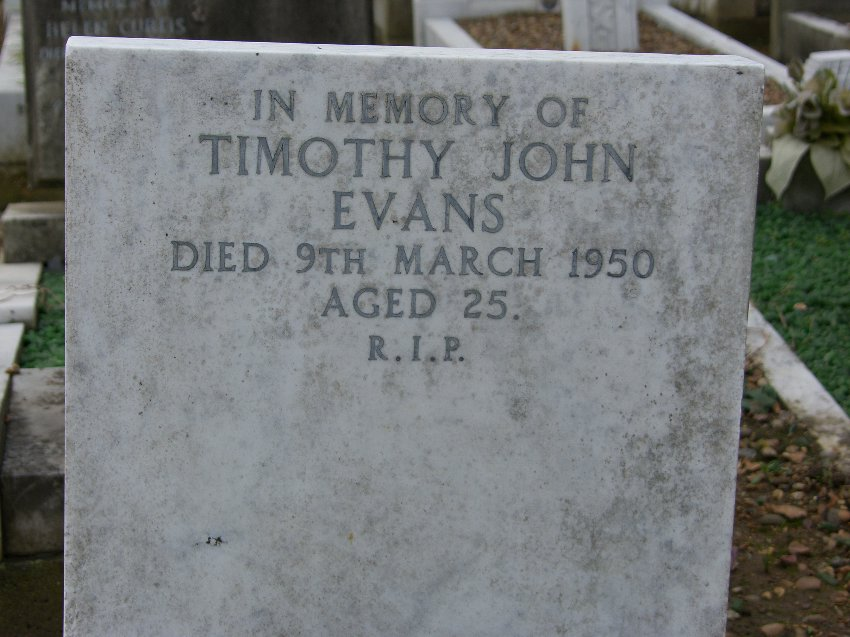
이웃이 저지른 두 건의 살인으로 억울하게 유죄 판결을 받고 처형된 티모시 에반스의 묘비다.

오심은 자신이 저지르지 않은 범죄에 대해 사람을 유죄로 인정하고 처벌하는 등 형사절차나 민사절차에서 부당한 결과가 발생했을 때 발생한다. 오심은 부당한 유죄판결이라고도 한다. 무고한 사람들은 때때로 유죄판결이 결국 뒤집히기 전에 몇 년 동안 감옥에 갇히기도 한다. 새로운 증거가 밝혀지거나 경찰이나 검사가 원심에서 모종의 위법행위를 저질렀다고 판단되면 무죄가 선고될 수도 있다. 일부 관할권에서는 이로 인해 보상금 지급으로 이어지기도 한다.
학술 연구에 따르면 오심에 기여하는 주요 요인에는 목격자 오인, 잘못된 법의학 분석, 취약한 용의자에 의한 거짓 자백, 증인에 의한 위증 및 거짓 진술, 경찰, 검사 또는 판사에 의한 위법 행위 및 변호인의 비효율적인 도움(예: 피고인 또는 피청구인 법률팀에 의한 부적절한 변호 전략)과 같은 것이 있다.
일부 검찰청에서는 부당한 유죄판결(오심)을 예방하고 규명하고 시정하기 위해 유죄판결 청렴성 검토를 실시하고 있다.

## 오심이 드러나게 되는 경우
부정한 유죄 판결이 드러날 때는 크게 두 가지 경우가 있다.

### 면죄부
첫 번째는 '죄가 있는' 사람이 사실은 무죄라는 것을 증명하는 새로운 증거가 제시된 후 판사나 상급 법원에 의해 유죄 판결이 무효가 되거나 무효가 된 경우의 수이다. 1989년 이래로, 무죄 프로젝트는 업데이트된 DNA 증거로 미국 죄수들의 375개의 유죄 판결을 뒤집는 데 도움을 주었다. 그러나 DNA 검사는 전체 형사 사건의 5~10%에서만 발생하며, 무죄 프로젝트에 의해 달성된 무죄 판결은 살인과 강간 사건으로 제한된다. 이것은 피고에게 무죄를 선고할 수 있는 증거가 없는 더 많은 부정한 유죄 판결이 있을 수 있는 가능성을 제기한다. 무죄 프로젝트가 인용한 연구들은 미국에 있는 모든 죄수들의 2.3%에서 5% 사이가 무죄라고 추정한다. 그러나 1970년대와 1980년대 버지니아 주에서 일어난 유죄 판결을 살펴보고 나중에 DNA 분석과 일치시키는 더 최근의 연구는 부정한 유죄 판결의 비율을 11.6%로 추정한다.
2014년 미국 국립과학원 회보에 발표된 한 연구는 미국에서 사형 집행을 기다리고 있는 수감자들의 4.1%가 무죄라는 보수적인 추정을 내놓았다.

### 자진신고
잘못된 신념에 대한 두 번째 방법은 자체 보고서를 포함한다. 연구원들은 그들이 약속하지 않은 범죄를 자백했는지 여부를 물어보았다. 자체 보고서는 DNA를 사용할 수 있는 모든 범죄와 강간 사건이나 강간 사건을 검사할 수 있는 모든 범죄와 강간 사건들을 검사할 수 있다. 10년 떨어진 아이슬란드 연구는 10년 동안 거짓 고백의 비율이 12.2%와 24.4%이며, 24.4%와 24.4%로 나타났다. 이러한 수치는 "팔이 잘못된 신념으로 이어질 가능성이 높다"며 정의를 위한 프록시를 제공한다. 최근 스코틀랜드의 한 연구에 따르면 한 교도소에서 수감자들이 스스로 거짓 자백을 한 비율은 33.4%였다.
또 다른 연구는 미국에서 매년 최대 10,000명의 사람들이 심각한 범죄로 인해 부당하게 유죄판결을 받을 수도 있다고 추정했다.Ramat Gan에 있는 법대와 경영대의 Boaz Sangero 교수에 따르면, 이스라엘에서 대부분의 부당한 유죄판결은 강간과 살인과 같은 주요 중범죄보다 덜 심각한 범죄와 관련이 있는데, 이는 사법제도가 그러한 사건들을 다룰 때 덜 신중하기 때문이다.

## 기여요인
학계에서는 6가지 주요 원인을 오심의 원인으로 보고 있다. 목격자의 오인, 잘못된 법의학 분석, 취약한 용의자의 거짓 자백, 목격자의 위증과 거짓말, 경찰, 검사 또는 판사의 위법 행위, 피고인 법무팀이 제시한 부적절한 방어 전략 등이 그 원인이다.

### 목격자 증언의 신빙성 없음
목격자의 신원확인은 신뢰할 수 없는 것으로 악명 높으며, 부정한 유죄판결의 70%를 차지하고 있다. 1970년대부터, 기억형성과 기억유지를 연구하는 심리학자들은 경찰조직이 행해지는 방식이 목격자의 용의자에 대한 기억을 바꿀 수 있으며, 이는 종종 오인으로 이어진다는 것을 발견했다. 목격자들은 또한 "잘못된 신원확인 비율이 대부분의 사람들이 믿는 경향보다 상당히 높다"는 것과 같은 다른 인종 집단 출신의 용의자들과 정확한 신원확인을 하는 데 상당한 어려움을 겪고 있다. 이 분야의 선도적인 연구원인 '엘리자베스 로프터스'는 인간의 기억력은 완전히 신뢰할 수 없다고 말한다. "그 최종 결과로 이는 재판에서 아주 자신감 있는 증인이 될 수 있으며, 또한 잘못된 세부사항에 대해 설득력 있는 방식으로 증언될 수 있다."

### 법의학적 실수

#### 증거의 오염
범죄현장에서 증거가 되는 물건이 포장, 수집, 보안이 확보된 시설이나 실험실로 운반되는 과정에서 오염된 경우에도 부정한 유죄판결이 발생할 수 있다. 사건이 발생한 후 범죄현장에 출입하는 사람이 범행을 저지를 때 존재하지 않았던 물질, 피의자가 될 수 있는 비관여 증인, 응급구조사, 소방관, 경찰관, 범죄현장조사관 자신이 의도치 않게 오염이 유입될 수 있다. 적절한 프로토콜이 지켜지지 않으면 증거물이 분석되거나 보관될 때도 오염될 수 있다. 오염을 방지하기 위한 절차가 신중하고 정확하게 진행되지 않을 때 오심이 발생할 수 있다.

#### 법의학 분석 오류
무죄 프로젝트는 44%의 잘못된 유죄 판결이 잘못된 법의학 분석의 결과라고 말다. 이는 법의학 전문가들이 과학적 증거의 중요성, 타당성 또는 신뢰성을 부주의하거나 고의적으로 잘못 전달한 경우에 발생한다. 수년간 혈청학적 분석, 현미경 모발 비교, 물린 자국, 신발 자국, 흙, 섬유 및 지문 분석 분야에서 잘못된 표현이 이루어졌다.

#### 전문가의 과신
전문가 증언을 지나치게 자신 있게 증언하는 것은 오심을 초래할 수도 있다. 전문가 증언의 신빙성은 수많은 요소들에 달려있는데, 특히 그들의 신임, 개인적인 호감도, 그리고 자신감이 얼마나 믿을 만한지에 영향을 미친다. 전문가들이 증거를 제시하는 것의 신뢰감은 높으며, 이는 배심원들에게 영향을 미치는 것으로 알려져있다. 배심원들은 불안하거나 초조한 증인은 거짓말을 한다고 생각하는 경향이 있다. 이와 반대로 전문가들의 증언 방식은 명확하다. 또한 명확한 결론을 내리는 전문가를 선호하는 판사들과 변호사들에게 더 큰 영향을 미칠 수도 있다.
그 전문가의 신임과 평판은 배심원단에게도 중대한 영향을 미친다. 예를 들어, 찰스 스미스는 1982년부터 온타리오 소아과 법의학 병리학 부대의 책임자였고, 그의 분야에서 가장 높이 평가되는 전문가였다. 그의 증언은 그가 "아이들에게 상처를 주는 사람들에 대항하는 무언가"를 가졌고, 병리학자라기 보다는 "검사처럼 행동했다"는 것이 밝혀지기도 전에 설명할 수 없는 상황에서 사망한 13명의 여성들에게 유죄 판결을 내리게 했다. 2008년 10월, 그의 행동에 대한 조사는 스미스가 법정에서 상관들을 "적극적으로 오도"했고, "거짓이고 오해를 불러일으키는 진술을 했다"고 결론지었고, 재판에서 그의 전문성을 과장했다.

### 거짓자백
무고한 사람들이 자신들이 저지르지 않은 범죄를 시인할 가능성은 희박해 보이지만, 이런 일이 너무 자주 일어나고 있음에도 불구하고, 무죄 프로젝트는 거짓 자백이 살인과 강간 사건의 부당한 유죄 판결의 약 25%에 기여한다는 것을 발견했다. 특정 용의자들은 경찰의 압력에 의해 거짓 자백을 하기에 더 취약하다. 여기에는 지적 장애가 있는 사람들과 정신 질환을 앓고 있는 사람들이 포함된다. 거짓 자백에 관한 선도적인 전문가인 사울 카신은 젊은 사람들 또한 특히 스트레스를 받거나, 피곤하거나, 정신적 충격을 받았을 때 자백하기에 특히 취약하다고 말한다.

#### 강압적인 심문기법
경찰은 자백을 받아내기 위해 심문을 진행할 때 종종 강압적인 조작 기법을 사용한다. 미국에서는 이 기법을 개발한 경찰관 존 레이드의 이름을 따서 레이드 기법으로 알려져 있다. 1940년대와 50년대에 도입된 이 전략은 자백을 확보하기 위해 속임수, 강요, 공격적인 대립에 의존한다. 이는 미국 전역에서 법 집행 기관이 사용하는 선도적인 심문 방법이 되었고 무고한 사람들에 의해 많은 자백을 이끌어냈다. 2014년 현재 이 기법은 피의자들로부터 정보를 덜 생산하고, 덜 대립적인 면담 기법보다 더 적은 진정한 자백과 더 많은 거짓 자백을 제공함에도 불구하고 여전히 경찰 심문관들이 사용하는 방법이다.

### 위증 및 무고
경찰 조사에서 증인들은 피고인에 대한 개인적인 악의, 보수를 받고자 하는 욕구, 검사나 경찰로부터 거래를 얻고자 하는 욕구, 또는 범죄에 연루된 사람의 관심을 딴 데로 돌리려는 노력 등의 다양한 이유로 거짓말을 할 수 있다. 무고한 사람은 한 명 이상의 증인이 증언할 유인이 있을 때 유죄 판결을 받을 가능성이 높으며, 그러한 유인은 배심원에게 공개되지 않는다. 국가 면죄부에 따르면 유죄 판결을 받은 사람이 결국 무죄 판결을 받은 사건의 57%가 위증 또는 무고와 관련되어 있다.

### 검찰의 위법 행위
이것은 검찰이 변명의 증거를 숨기거나 없애는 것, 변호인에게 변명의 증거를 공개하지 않는 것, 특정한 증인들에게 증언을 하도록 돈을 지불했다는 것을 밝히지 않는 것, 그리고 유죄를 입증하는 증거를 심는 것을 포함한 다양한 방식으로 발생한다. 무죄 프로젝트 연구에 따르면 DNA 면죄부의 25%는 경찰에 의해 거짓으로 알려진 증언을 포함하고 있고, 다른 11%는 강요된 목격자 증언의 불법적인 사용을 포함하고 있다. 다시 말해서, 이러한 부정한 유죄 판결의 3분의 1 이상은 검찰의 위법 행위를 포함하고 있다.

#### 편견과 인지 왜곡의 역할
확증 편향은 사람들이 기존 믿음을 지지하는 방식으로 정보를 찾고 해석하는 경향이 있는 심리적 현상을 말한다. 이는 두 가지 상호 관련 메커니즘이 작동하는 경향이 있다 : 그것은 사용 가능한 모든 정보에 대한 편향된 해석에서 시작하여 이러한 해석을 지지하는 정보를 선택적으로 검색한다. 또한 경찰 조사에서 형사들이 수사 초기에 용의자를 특정하고, 그 또는 그녀가 유죄라고 믿게 된 후, 다른 사람을 가리키거나 무슨 일이 일어났는지에 대한 가설과 맞지 않는 다른 증거를 무시하거나 경시할 때 이것은 작용한다.
이 과정에는 여러 가지 요인이 작용한다. 첫째, 경찰관들은 업무량이 많은 경우가 많고, 세간의 이목을 끄는 경우에는 가해자를 가능한 빨리 잡아야 한다는 상당한 압박을 받는 경우가 많다. 이것은 심리학자들이 인지 종결(NFC)에 대한 높은 필요성을 포함하는 것으로, 범죄를 묘사하는 과정에서 혼란과 모호함을 피할 수 있는 명확한 해결책에 대한 욕구인 판단을 서두르도록 부추길 수 있다.
둘째, 특정 용의자에 대한 사건을 만들기 위해 많은 시간과 자원을 들인 후, 경찰은 자신이 잘못된 길로 가고 있다는 것을 인정하기 어려워진다. 잘못된 결정을 인정하는 것에서 오는 당혹감과 명성의 상실은 수사관들이 선택한 길을 계속 나아가도록 동기를 부여하고 다른 방향을 가리키는 증거들을 무시하도록 만들 수 있다.
셋째, 범죄 수사는 일반적으로 이론 중심의 활동이다. 수사관들은 범죄가 어떻게, 누구에 의해 행해졌는지에 대한 예비 이론이나 가설에 근거하여 증거를 평가하는 경향이 있다. 위에서 설명한 압력 때문에 그러한 가설들은 때때로 확실한 사실에 근거하기보다는 수사관들의 기대와 선입견에 근거하기도 한다. 탐사 심리학 및 범죄자 프로파일링 저널의 한 연구는 "근거 없는 가설을 확인하는 증거를 생성하는 것을 목표로 하는 범죄 수사는 무고한 시민들의 안전과 법 집행 시스템의 효과 모두에 심각한 위협이 된다"는 것을 발견했다.

#### 대의를 위한 부패
경찰은 특정한 용의자가 유죄라고 확신할 수 있지만 그것을 증명할 충분한 증거를 가지고 있지 않을 수도 있다. 때때로 그들은 그것이 공공의 이익에 부합한다거나 또는 특정한 사람을 유죄로 인정하는 것이 더 큰 이익이 있다고 믿기 때문에 유죄를 확보하기 위해 증거를 심을 수도 있다. 즉, 그들은 목적(또는 결과)이 수단을 정당화한다고 믿는다. 이것은 대의를 위한 부패라고 알려져 있다.

#### 유죄 답변 교섭
경찰이 사용하는 또 다른 기법은 검사가 피고인에게 유죄 답변의 대가로 양보를 제공하는 플리 바겐이다. 이것은 일반적으로 피고인이 본 혐의를 기각하는 대가로 덜 중대한 혐의 또는 여러 혐의 중 하나에 유죄를 인정할 때 발생한다. 또는 피고인이 더 관대한 선고의 대가로 본 혐의에 유죄를 인정할 수 있다.

## 부당한 유죄판결에 대한 배상
시민적·정치적 권리에 관한 국제규약(ICCPR) 제14조 제6항은 정의의 오심이 발생하여 피고의 유죄판결이 번복되거나 사면되었을 때 "그 유죄판결의 결과로 처벌을 받은 자는 법률에 따라 보상한다"고 규정하고 있다. 보상권도 유럽인권조약 제7호 의정서 제3조와 미주인권협약 제10조에 의해 인정되고 있다.
네 가지 광범위한 접근법으로 정의의 오심에 따른 보상금 지급을 허용한다 : 보통법에서의 불법 행위 책임; 헌법 또는 인권 침해에 대한 청구; 부당하게 유죄 판결을 받은 개인에게 보상하기 위한 구체적인 법률이 존재하는 경우 법적 구제; 그리고 정부의 대규모에 기초한 법정외 구제.
미국, 영국, 캐나다, 호주, 뉴질랜드의 보상금 지급에 대한 서로 다른 접근방식에 대한 연구에서는 미국과 영국만이 법제도를 마련하고 있다. 미국에서는 연방정부, 컬럼비아 특별구, 38개 주에서 해당 법률을 마련하고 있고, 12개 주는 보상금 지급을 의무화하고 있지는 않지만, 각 주에서는 적격성 요건, 최대 지급액, 사실무죄에 관한 쟁점, 입증책임, (현재는 뒤집힌) 유죄판결에 기여한 청구인의 행동, 청구인의 이전 범죄경력 등에 관하여 큰 차이를 보이고 있다. 일부 주에서는 제한규정도 적용되고 있다.
법정 제도의 중요한 이점은 잘못이나 비난을 고려하지 않고 부당하게 유죄 판결을 받은 사람들에게 보상금과 서비스를 제공한다는 것이다. 청구인들이 검찰이나 경찰이 어떻게 잘못을 저질렀는지 입증할 필요가 없다.

## 시사점
오심의 개념은 종종 오심(또는 "불공정함"을 명시하는 것)이 발생할 때 항소심이 명백한 오류를 수정하기 위해 재량을 행사한다는 점에서 심사 기준에 중요한 의미를 갖는다.
오심의 위험은 종종 사형제도를 없애는 원인으로 언급된다. 사형선고를 받은 사람들이 잘못된 유죄판결임을 깨닫기 전에 처형되었을 때, 오심의 영향은 돌이킬 수 없다. 그럼에도 불구하고 잘못 처형된 사람들은 때때로 사후 사면을 받지만, 이 사면은 본질적으로 유죄판결을 무효로 하거나 유죄판결을 파기한다.
잘못 유죄판결을 받은 사람이 사형에 처하지 않은 경우에도 수년간의 징역형은 그 사람과 그 가족에게 실질적이고 불가역적인 영향을 미칠 수 있기 때문에 재판상의 오심의 위험성은 종신형과 같은 긴 형량과 잔인한 징역형을 반대하는 주장이기도 하다.

## 결과들
잘못된 유죄 판결은 처음에는 "정당한" 체포 이후에 유죄 판결로 나타나고, 또한 특정 범죄가 발생한 것에 대한 공개적인 진술뿐만 아니라 특정 개인이나 개인들이 그 범죄를 저질렀다는 것을 포함한다. 만약 그 유죄 판결이 오심으로 밝혀지면, 이 진술들 중 하나 또는 둘 모두는 결국 거짓으로 간주된다. 많은 수의 청중들이 자신도 모르게 오심을 목격하는 경우, 뉴스를 많이 소비하는 대중들은 범죄 자체의 본질에 대해 잘못된 믿음을 갖게 될 수 있다. 또한 대중들이 특정 유형의 범죄가 존재하거나, 특정 유형의 사람들이 이러한 범죄를 저지르는 경향이 있거나, 특정 범죄가 실제보다 더 일반적으로 만연해 있다고 거짓으로 믿게 할 수도 있다. 따라서, 잘못된 유죄 판결은 궁극적으로 범죄에 대한 사회의 잘못된 배경을 형성할 수 있다. 범죄에 대한 우리의 이해는 사회적으로 구성되어 있기 때문에, 범죄의 실제 발생 이외에도 많은 요인들에 의해 형성되어 왔다.
대중 매체는 또한 특정 인종과 성별을 범죄자와 피해자로 과도하게 표현함으로써 범죄에 대한 대중의 인식을 왜곡하고 더 선정적이고 활력을 불어넣는 유형의 범죄를 더 뉴스 가치가 있는 것으로 강조하는 것에 대해 비난을 받을 수 있다. 미디어가 범죄와 관련된 문제를 제시하는 방식은 범죄에 대한 사회의 두려움뿐만 아니라 범죄 행위의 원인과 범죄 통제에 대한 하나 또는 다른 접근법의 바람직함에 대한 신념에도 영향을 미칠 수 있다. 궁극적으로, 이것은 사이버 범죄, 세계 범죄 및 테러와 같은 새로운 형태의 범죄에 대한 중대한 대중의 믿음에 중대한 영향을 미칠 수 있다.
일부 부당한 제재를 받은 사람들은 무죄 프로젝트나 무죄의 증인과 같은 단체에 가입하여 그들의 이야기를 공개적으로 공유함으로써 이러한 언론의 왜곡에 대응하고 다양한 형태의 형사 사법 개혁을 지지한다.
공공지식이 전혀 없는 상황에서도 부당하게 제재를 받은 사람들에게 불리한 심리적 효과가 있다. 실험에서 실험 참가자들은 부당하게 제재를 받은 후 친-사회적 행동이 눈에 띄게 줄었고, 그 결과 전체 집단에 부정적인 영향을 미쳤다. 사회마다 부당한 제재의 정도가 다양하다.
범죄가 발생하고 잘못된 사람이 유죄 판결을 받으면 실제 가해자는 자유로워지고 종종 수백 건의 강력 범죄 사례를 포함한 추가 범죄를 저지른다. 2019년 연구는 "[미국에서] 매년 발생하는 잘못된 ‐인의 잘못된 유죄 판결이 41,000건 이상의 추가 범죄로 이어질 수 있다"고 추정했다.

## 나라별

### 캐나다
캐나다에서 일어난 일련의 오심은 그 나라의 형사 사법 제도의 개혁으로 이어졌다. 1972년, 미크마크족 사람인 Donald Marshall Jr.는 살인으로 잘못 유죄 판결을 받았다. Marshall은 1983년에 무죄 판결을 받기 전까지 11년을 감옥에서 보냈다. 이 사건은 특히 Marshall이 캐나다 원주민이었다는 점을 고려할 때 캐나다 사법 제도의 공정성에 대한 의문으로 이어졌다. 캐나다 방송 협회는 이 사건에 대해 이렇게 코멘트했다. "Donald Marshall이라는 이름은 '잘못된 유죄 판결'과 캐나다의 토착 정의를 위한 싸움과 거의 동의어이다." Marshall은 평생 연금 150만 달러를 받았고, 그의 유죄 판결로 인해 캐나다 증거법이 변경되어 검찰이 얻은 증거는 공개에 대해 변호인에게 제시되어야 한다.
1992년 가이 폴 모린(Guy Paul Morin)은 1984년 8세 소녀 강간 및 살인 혐의로 유죄 판결을 받았고 종신형을 선고 받았다. 하하지만 1995년, DNA 증거에 대한 새로운 검사에서 모린이 살인자가 아닐 수도 있다는 것이 밝혀졌고, 온타리오 항소 법원은 그의 유죄 판결을 뒤집었다. 이 사건은 "부정확한 목격자 증언과 경찰 터널 시야에서의 문제, 과학적인 실수와 증거의 억압에 이르기까지 공식적인 오류의 개요"로 묘사되어 왔다. 모린은 온타리오 정부로부터 125만 달러를 보상받았다.

### 중국
2010년대에 드러난 일련의 부당한 유죄판결들은 중국 사법제도에 대한 대중의 신뢰를 약화시켰다.

### 네덜란드
쉬다머파크 살인사건과 푸텐 살인사건 두 건의 뒤집힌 사건에 대해 네덜란드는 쉬다머파크 살인사건에서 무엇이 잘못되었는지 분석하는 "포스트휴머스 I 위원회"를 만들었다. 위원회는 확증 편향이 경찰로 하여금 과학적 증거, 특히 DNA를 무시하고 잘못 해석하도록 만들었다고 결론 내렸다. 이어서, 푸슈머스 II 위원회는 유사한 사건에서 부정의가 발생했는지 조사했다. 위원회는 관련된 과학자들로부터 25건의 신청을 받았고 추가 조사를 위해 루시아 드 베르크 사건, 이나 포스트 사건, 엔셰드 근친상간 사건의 세 가지를 선정했다. 이 세 사건에서 독립 연구자들(와게나, 반 코펜, 이스라 ë스, 크롬백, 데르크센 교수)은 확증편향과 복잡한 과학적 증거의 오용이 재판의 오심으로 이어졌다고 결론 내렸다.

### 스페인
스페인 헌법은 오심이 일어날 경우에 보상을 보장한다.

### 영국
영국에서 유죄판결이 확정된 수감자는 수감 기간 동안의 손해배상을 받을 수 있다. 이는 현재 법령에 따라 10년 이상 수감된 경우 최대 100만 파운드로 제한되며, 그 외의 경우에는 50만 파운드로 제한된다. 그 기간 동안의 식량 및 교도소 수감 비용을 공제한다. 영국에서 발생한 유죄판결 번복도 참조하십시오.
형사사건심의위원회(CCRC) 위원장인 리처드 포스터는 2018년 10월에 사법부의 유산의 가장 큰 단일 원인은 중요한 증거를 공개하지 않았기 때문이라고 보고했다.
영국에서 살인에 대한 사형제도를 폐지하게 된 주요한 요인은 1950년 이웃이 저지른 살인에 대해 부당하게 유죄판결을 받은 후 처형된 티모시 에반스 사건이다.

#### 웨일스와 북아일랜드

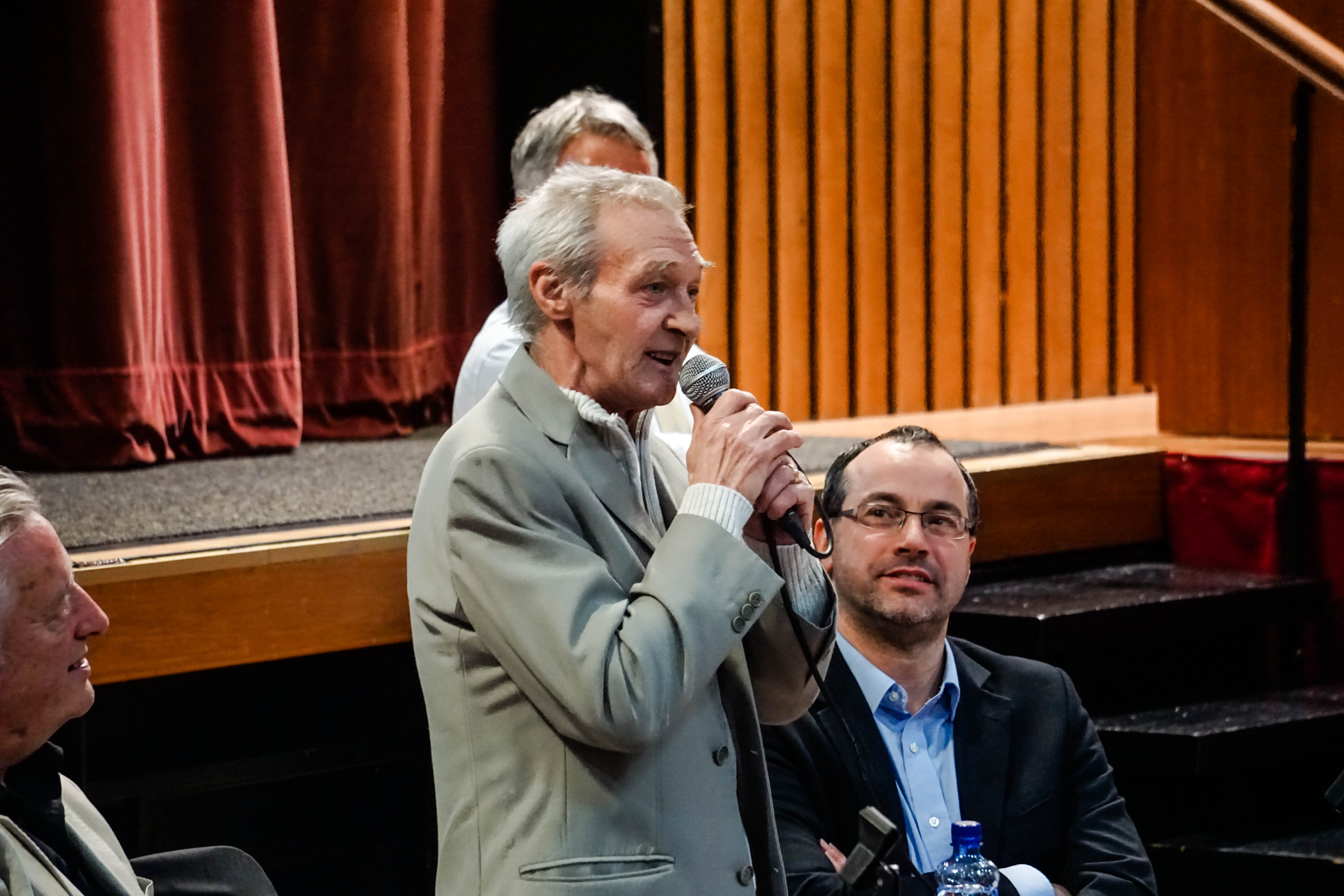
2015년 버밍엄 식스 출신의 패디 힐이다. 그는 이곳에서 청중들에게 오심에 맞서 싸우는 그의 긍정적 견해에 관해 연설하는 것을 볼 수 있다.

2005년까지 가석방 제도는 유죄 판결을 받은 사람은 모두 유죄라고 가정하고, 그렇지 않은 사람은 형편없이 처리했다. 가석방되기 위해서는 유죄 판결을 받은 사람은 무엇보다도 유죄 판결을 받은 범죄 사실을 자백하는 문서에 서명해야 했다. 이 선언문에 서명하기를 거부한 사람은 서명한 사람보다 감옥에서 더 오랜 시간을 보냈다. 버밍엄 식스와 같이 잘못 유죄 판결을 받은 사람들은 이 이유로 가석방을 거부당했다. 2005년부터 제도가 바뀌었고, 이 시점으로부터 한 번도 유죄를 인정하지 않은 죄수들을 가석방하기 시작했다.
영국법에는 '비뚤어진' 판결(불충분한 증거에 근거하여 피고인에게 유죄판결을 내리는 것)을 시정할 공식적인 수단이 없다. 항소는 오로지 새로운 증거나 판사나 검찰의 오류(피고인 측의 주장은 아님), 또는 배심원들의 부정행위만을 근거로 한다. 하지만 1930년대에 윌리엄 허버트 월리스가 아내에 대한 살인에 대해 무죄를 선고받으면서 반전이 일어났다. 배심원 없이 재판을 받을 권리는 없다. (북아일랜드의 분쟁 중이거나 법관이나 판사가 배심원 없이 사회를 보는 경우, 조직범죄 사건과 같이 배심원 조작의 위험이 큰 경우를 제외하고).
1990년대 초, 일련의 세간의 이목을 끄는 사건들은 오심으로 밝혀졌다. 많은 사건들이 경찰이 그들이 유죄라고 생각했던 사람들에게 유죄를 선고하기 위해 증거를 조작하거나 단순히 높은 유죄 판결률을 얻기 위해 일어난 것이다. 웨스트 미들랜즈 중대 범죄 수사대는 이러한 만행으로 조직에 대한 평가가 좋지 않았다. 결국 1989년에 해체되었다. 1997년에 형사 사건 검토 위원회가 구체적으로 사법의 유산 가능성을 조사하기 위해 설립되었다. 그러나 조직은 여전히 강력한 새로운 무죄 증거나 판사나 검찰의 법적 오류에 대한 새로운 증거를 요구했다. 예를 들어, 단지 자신의 무죄를 주장하거나 배심원이 실수를 했다고 주장하거나 유죄를 입증할 증거가 충분하지 않다고 말하는 것만으로는 충분하지 않았다. 배심원들의 결정에 의문을 제기하거나 그것이 무엇에 근거했는지 묻는 것은 불가능하다. 심사를 위해 고려되어야 할 사건들의 대기 목록은 평균 2년이다.
2002년 북아일랜드 항소법원은 R V Walsh에서 공정한 재판을 받을 권리를 이용할 수 있는 사람에 대한 예외를 두었다. "... 만약 피고가 공정한 재판을 거부당했다면 유죄판결이 안전하지 않은 것으로 간주되는 것은 거의 불가피할 것이다. 우리가 보기에 현재의 사건은 일반적인 규칙에 대한 예외이다. ... 비록 제6조 (1)항의 위반이 현재의 사건에서 발생했다고 가정하더라도 유죄판결은 안전한 것으로 간주된다." (Christy Walsh (Case) 참조)

#### 스코틀랜드
1927년 형사항소(스코틀랜드)법은 오스카 슬레이터의 재판을 둘러싼 오심에 따라 스코틀랜드 형사항소법원의 관할권을 확대했다.
영국의 나머지 지역과 다른 스코틀랜드의 법체계를 반영하여 1999년 4월 스코틀랜드 형사사건심의위원회(SCCRC)가 설립되었으며, SCCRC가 수용한 모든 사건은 고등사법재판소 회부 여부에 대한 결정이 내려지기 전에 견고하고 철저하게 공정한 심사를 받게 되었다.

### 미국

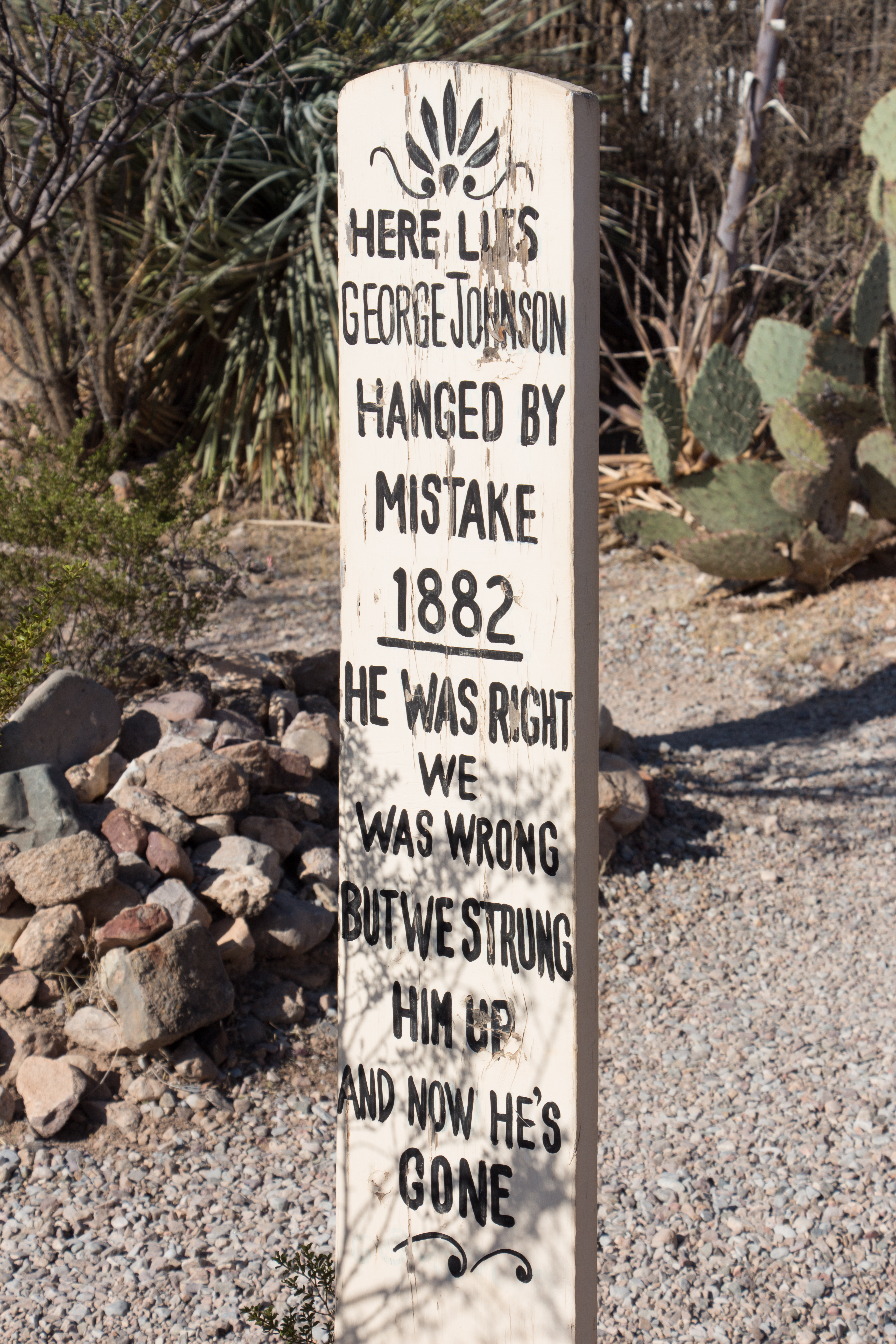
애리조나에서 억울하게 교수형을 당한 조지 존슨의 묘비.

2012년 6월, 미시간 대학교 법학대학원과 노스웨스턴 대학교 프리츠커 법학대학원의 공동 프로젝트인, 미국의 National Registry of Exonations는 1989년 1월부터 2012년 2월까지 미국에서 873명의 개개인의 면죄부를 처음 보고했다. 보고서는 230만 명이 감옥과 감옥에 수감되어 있는 나라에서 이 숫자를 "작은" 것이라고 불렀지만, 면죄부보다 훨씬 더 많은 거짓 유죄 판결이 있다고 주장했다. 2015년까지, 개인 면죄부의 수는 1,733명으로 보고되었으며, 2015년에는 1989년 이후 가장 높은 연간 면죄부를 받았다. 2019년까지, 그 숫자는 1,934명으로 증가했다. 20명은 DNA 증거 때문에 사형수에 있는 동안 면죄부를 받았다.
2020년 국가 면죄부 보고서에 따르면 공무상 위법 행위가 전체 잘못된 유죄 판결의 54%를 차지했다. 이 연구는 허위 증거 생성이나 무죄 증거 은폐와 같은 유죄 판결에 직접적으로 기여한 경우에만 위법 행위를 집계했다.
미국의 최소 21개 주에서는 부당한 투옥에 대한 보상을 제공하지 않는다.
무죄 프로젝트는 미국에서 범죄로 부당하게 유죄판결을 받은 사람들에게 무죄를 선고하기 위해 노력하고 있다. 미국 수감자들의 1%가 무죄라고 추정하고 있다. 수감된 미국인의 수가 대략 240만 명인데, 그 추정치로는 2만 명이나 되는 사람들이 부당한 유죄판결의 결과로 수감될 수도 있다.
부정한 유죄판결의 문제에 대한 연구는 부정한 유죄판결을 피하기 위한 방법들을 사용하는데, 이중맹검법 목격자 신원확인과 같은 것들이 있다. 미국의 부정한 유죄판결의 주요 원인들로는 정보제공자와 비과학적인 포렌식이 있다. 다른 원인들로는 경찰과 검찰의 위법행위가 있다.
인종과 체계적인 인종차별이 부당한 유죄판결의 한 요인인 것으로 밝혀졌다. 국가면소자 등록소의 보고서에 따르면 2022년 8월 기준으로 아프리카계 미국인은 미국 인구의 13.6%를 차지하지만 면소자의 53%를 차지하며, 백인 미국인에 비해 거짓으로 유죄판결을 받을 가능성이 7배나 높은 것으로 나타났다.

## 같이 보기
- 앨포드 애원
- 불처벌 오류
- 무고
- 아동 성학대 허위주장
- 거짓 고백
- 무고한 죄수자의 딜레마
- 법률유린
- 정의의 방향을 바꾸는 것
- 경찰의 위법행위
- 유죄 추정

### 구체적 사례
- 오심 사건 목록
- 미국의 유죄 판결 목록
- 무죄 판결을 받은 사형수의 목록

## 추가 열람
- Daniel S. Medwed (2022). 《Barred: Why the Innocent Can't Get Out of Prison》. Basic Books. ISBN 978-1-5416-7591-9.(《 바레드: 무고한 자들이 감옥 》에서 빠져나오지 못하는 이유. 기본서적. ISBN 978-1-5416-7591-9.)
- Jed S. Rakoff, "Jailed by Bad Science", The New York Review of Books, vol. LXVI, no. 20 (19 December 2019), pp. 79–80, 85. According to Judge Rakoff (p. 85), Rakoff 판사에 따르면, "원래 경찰 수사에 도움이 되는 것으로 여겨졌던 법의학 기술들이 형사 사법 시스템에서 그들이 자주 지지할 수 없는 중요성을 갖게 되었다. 그들의 결과는... 그들이 가지고 있지 않은 정도의 타당성과 신뢰성을 가지고 있는 것으로 묘사된다." Rakoff는 미국 국립과학원의 권고에 대해 "독립적인 국립 법의학 연구소를 만들어 기초 검사를 하고 법의학을 훨씬 더 과학적으로 만들 수 있는 기본 기준을 공포하라."고 권고한다.